# Bomse

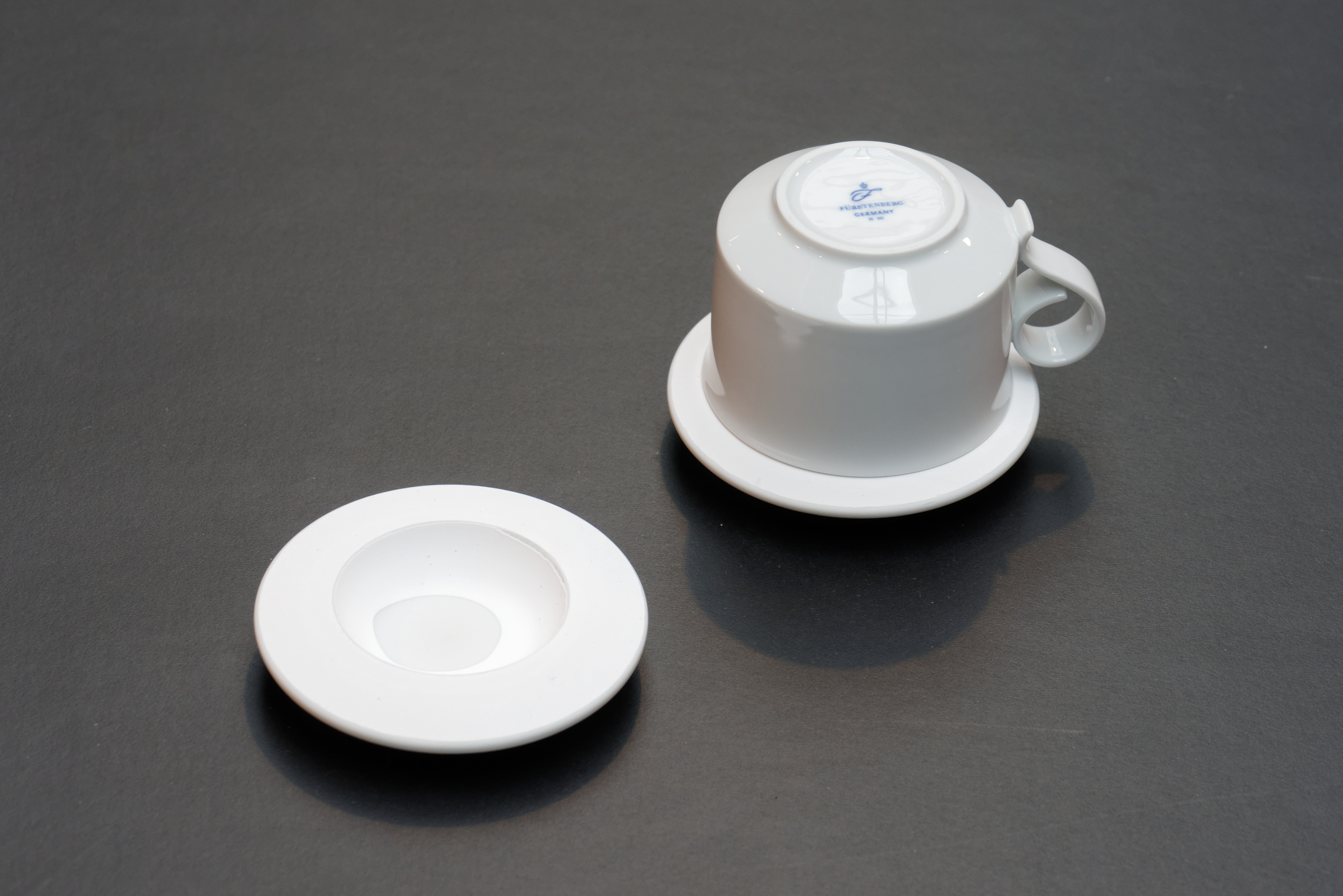
Bomse und Tasse auf einer Bomse

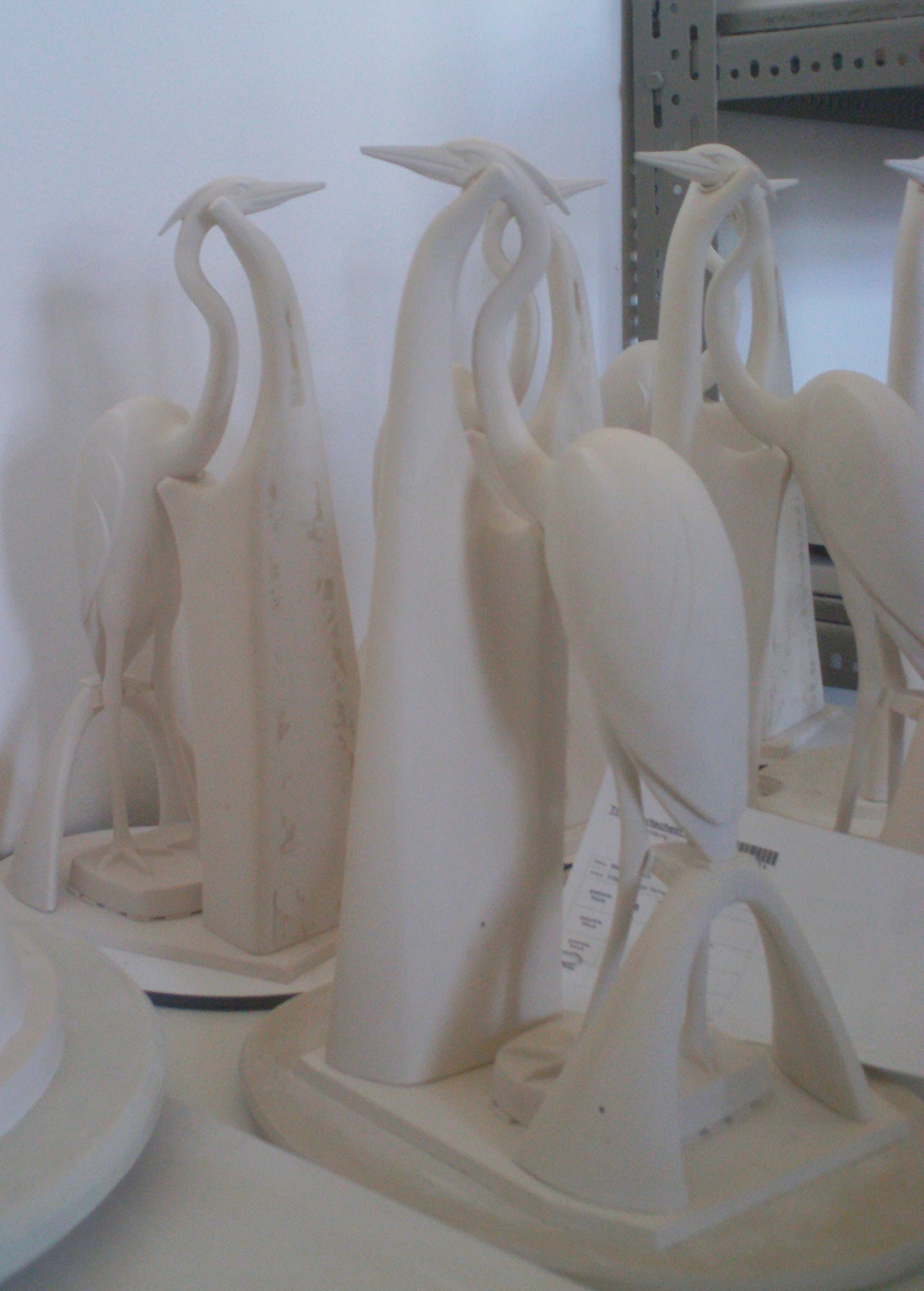
Kranichfiguren mit Bomsen

Der Begriff Bomse stammt aus der Keramik- und Porzellanindustrie. Er bezeichnet eine Unterlage für das zu brennende Gut, die idealerweise denselben Ausdehnungskoeffizienten aufweist wie das Brenngut selbst. Hierdurch werden eventuell auftretende Reibungen/Spannungen minimiert und ein Verformen des Brenngutes im Ofen verhindert. Die Bomse besteht meist aus ungebrannter keramischer Masse. So wird zum Beispiel bei der Porzellanherstellung die Bomse sehr oft aus derselben Masse wie der Scherben gegossen. Dies ist aber nicht zwingend notwendig, es können auch Stützen aus Schamotten verwendet werden.

## Verwendung
Die Bomse ist ein Brennhilfsmittel, das entweder nach dem Glühbrand oder nach dem Dekorbrand wieder entfernt wird. Besonders stehende Porzellanfiguren und Skulpturen werden durch stabile Bomsen gestützt, um ein Absinken einzeln herausstehender Teile oder ein Stauchen während des sinternden Scharffeuers abzufangen. Nach dem Brennen ist die Bomse nicht mehr verwendbar und muss entsorgt werden. Bomsen wurden auch bei der Herstellung elektrischer Isolatoren verwendet, eine kurze Beschreibung findet sich in Gustav Benischkes Buch Die Porzellan-Isolatoren aus dem Jahr 1921.
Entwickelt wurde die Bomse 1785 von Franz Joseph Weber in Ilmenau, wo er von 1784 bis 1786 als Direktor tätig war.
Es gibt regional verschiedene Bezeichnungen für dieses Brennhilfsmittel. So wird im sächsischen Raum auch «der Boms» (Einzahl) und «die Bomse» (Mehrzahl) gesagt. Außerdem wird das Geschlecht des Wortes kaum unterschieden: der, das oder die Bomse werden nebeneinander verwendet.